# Liberty (Nebraska)
Liberty è un comune degli Stati Uniti d'America, situato nello Stato del Nebraska, nella Contea di Gage.